# EUR Palasport
EUR Palasport è una stazione della linea B della metropolitana di Roma.

## Storia
La stazione fu inaugurata come Esposizione Ovest il 9 febbraio 1955 come parte del primo tratto della linea B della metropolitana tra Laurentina e Termini In fase di progettazione la stazione era indicata inizialmente come "Esposizione discesa" mentre l'adiacente fermata (ribattezzata poi EUR Fermi) era definita "Esposizione salita", per differenziare i flussi di passeggeri provenienti o diretti all'Esposizione universale, ragion per cui le due stazioni distano tra loro appena 195 metri.
Negli anni '60, in occasione dei giochi della XVII Olimpiade, fu realizzato il parco Centrale del Lago, noto colloquialmente come laghetto dell'EUR, nell'ampia area antistante le due stazioni. Nello stesso periodo la stazione venne ridenominata EUR Marconi, Esposizione Est divenne EUR Fermi e la successiva Magliana divenne EUR Magliana.
Con l'inaugurazione della tratta tra Termini e Rebibbia il 7 dicembre 1990, fu inaugurata una nuova stazione, denominata Marconi (tra EUR Magliana e Basilica San Paolo), ragion per cui si decise di rinominare EUR Marconi in EUR Palasport, dal vicino palazzo dello Sport.
Nel 2010, nella piazza antistante, è stato inaugurato un parcheggio multipiano da 700 posti auto, realizzato nell'ambito delle opere per la costruzione dell'acquario di Roma.

## Struttura e impianti
La stazione è posta sotto il livello stradale di viale America con i due binari in posizione centrale e le due banchine a raso laterali. Dispone di due accessi: uno a livello della strada su piazza Umberto Elia Terracini, da dove si accede all'atrio principale (che include i vari servizi) e alla banchina direzione Rebibbia/Jonio, e due accessi dotati anche di un ascensore su viale America all'altezza di via Ettore Majorana per accedere alla banchina direzione Laurentina.

## Servizi
- Biglietterie automatiche
- Servizi igienici

## Interscambi
Su viale America effettuano fermata numerose linee autobus urbane gestite da ATAC e Roma TPL.
- Fermata linee autobus urbane

## Galleria d'immagini

Foto del 1940 con al centro la stazione Esposizione Ovest in avanzato stato di costruzione